# Mesogleia
A mesogleia (ou meso-hilo) é uma matriz extracelular gelatinosa encontrada em cnidários e ctenóforos. Ela está presente entre o epitélio externo, a epiderme e o epitélio interno – a gastroderme, que reveste o celêntero desses animais. 
A mesogleia é comparável ao meso-hilo das esponjas e normalmente contém células ameboides e, portanto, é um tecido conjuntivo.